# Szent Demeter-fatemplom (Tágfalva)
A tágfalvi Szent Demeter-fatemplom műemlékké nyilvánított épület Romániában, Máramaros megyében. A romániai műemlékek jegyzékében az  MM-II-m-A-04594 sorszámon szerepel.